# Измельчитель пней
Измельчители пней (фрезеровщики пней, корчеватели пней, англ. stump grinder, stump cutter) — техника, предназначенная для удаления пня (в том числе ниже уровня почвы) с минимальным повреждением окружающей почвы.

## Разновидности
По принципу работы измельчители пней классифицируются на:
1. Проходные,
2. Дисковые.
3. Роторные

### Проходные измельчители
Рабочим органом проходного измельчителя пней является ротор, заглубляющийся в землю. Проходя по поверхности, данная машина измельчает все, что попадает под ротор: непосредственно пни, камни, корни и пр. После работы данной машины почва является достаточно рыхлой. Ширина прохода данных машин составляет несколько десятков сантиметров. Однако данным машинам трудно работать с пнями больших диаметров. Данные машины удобно использовать, в частности, для уборки вырубленных садов.

Данный вид измельчителей является наиболее универсальным.

### Дисковые измельчители
Рабочий орган дискового фрезеровщика пней — диск с установленными на нем режущими зубьями. При работе диск движется вправо-влево, вверх-вниз и вырезает пень. Данные машины способны перерабатывать пни больших диаметров. Однако, данный вид машин наиболее чувствителен к «захвату» камней.

### Роторные измельчители
Рабочим органом роторного корчевателя пней является бур с установленными на него фрезами. При работе ротор устанавливается в центр пня и, вращаясь, погружается — полностью измельчая древесину, но оставляя на месте детриты.

## Носители
Фрезеровщики пней выпускают как на собственном шасси, так и для установки на различные энергоносители.
Измельчители пней могут устанавливаться на:
- Трактора
- Погрузчики
- Экскаваторы